# Australien i olympiska sommarspelen 2016
Australien, genom Australiens olympiska kommitté (AOC), deltog i de 31:a olympiska sommarspelen i Rio de Janeiro 2016.

## Medaljer
| Medalj | Namn                                                                                                   | Sport          | Gren                           |
| ------ | --- | -------------- | ------------------------------ |
| 1      | Chloe Esposito                                                                                         | Modern femkamp | Damernas femkamp               |
| 1      | Kim Brennan                                                                                            | Rodd           | Damernas singelsculler         |
| 1      | Australiens damlandslag i sjumannarugby                                                                | Rugby          | Damernas turnering             |
| 1      | Tom Burton                                                                                             | Segling        | Herrarnas laser                |
| 1      | Emma McKeon Brittany Elmslie Bronte Campbell Catie Campbell Madison Wilson                             | Simning        | Damernas 4 × 100 meter frisim  |
| 1      | Kyle Chalmers                                                                                          | Simning        | Herrarnas 100 meter frisim     |
| 1      | Mack Horton                                                                                            | Simning        | Herrarnas 400 meter frisim     |
| 1      | Catherine Skinner                                                                                      | Skytte         | Damernas trap                  |
| 2      | Alexander Edmondson Jack Bobridge Michael Hepburn Sam Welsford                                         | Cykling        | Herrarnas lagförföljelse       |
| 2      | Jared Tallent                                                                                          | Friidrott      | Herrarnas 50 km gång           |
| 2      | Karsten Forsterling Alexander Belonogoff Cameron Girdlestone James McRae                               | Rodd           | Herrarnas scullerfyra          |
| 2      | William Lockwood Josh Dunkley-Smith Josh Booth Alexander Hill                                          | Rodd           | Herrarnas fyra utan styrman    |
| 2      | Mathew Belcher William Ryan                                                                            | Segling        | Herrarnas 470                  |
| 2      | Nathan Outteridge Iain Jensen                                                                          | Segling        | Herrarnas 49er                 |
| 2      | Jason Waterhouse Lisa Darmanin                                                                         | Segling        | Nacra 17                       |
| 2      | Madeline Groves                                                                                        | Simning        | Damernas 200 meter fjärilsim   |
| 2      | Leah Neale Emma McKeon Bronte Barratt Tamsin Cook Jessica Ashwood                                      | Simning        | Damernas 4 × 200 meter frisim  |
| 2      | Emily Seebohm Taylor McKeown Emma McKeon Cate Campbell Madison Wilson Madeline Groves Brittany Elmslie | Simning        | Damernas 4 × 100 meter medley  |
| 2      | Mitch Larkin                                                                                           | Simning        | Herrarnas 200 meter ryggsim    |
| 3      | Alec Potts Ryan Tyack Taylor Worth                                                                     | Bågskytte      | Herrarnas lagtävling           |
| 3      | Anna Meares                                                                                            | Cykling        | Damernas keirin                |
| 3      | Dane Bird-Smith                                                                                        | Friidrott      | Herrarnas 20 km gång           |
| 3      | Jessica Fox                                                                                            | Kanotsport     | Damernas K-1 i slalom          |
| 3      | Ken Wallace Lachlan Tame                                                                               | Kanotsport     | Herrarnas K-2 1000 meter       |
| 3      | Shane Rose Stuart Tinney Sam Griffiths Christopher Burton                                              | Ridsport       | Lagtävlingen i fälttävlan      |
| 3      | Maddison Keeney Anabelle Smith                                                                         | Simhopp        | Damernas parhoppning svikt     |
| 3      | Emma McKeon                                                                                            | Simning        | Damernas 200 meter frisim      |
| 3      | James Roberts Kyle Chalmers James Magnussen Cameron McEvoy Matthew Abood                               | Simning        | Herrarnas 4 × 100 meter frisim |
| 3      | Mitch Larkin Jake Packard David Morgan Kyle Chalmers Cameron McEvoy                                    | Simning        | Herrarnas 4 × 100 meter medley |

## Badminton
| Spelare                       | Gren        | Grupp                                    | Grupp                                     | Grupp                                     | Eliminering       | Kvartsfinal       | Semifinal         | Final / BM        | Final / BM       |                  |
| Spelare                       | Gren        | Motståndare Poäng                        | Motståndare Poäng                         | Placering                                 | Motståndare Poäng | Motståndare Poäng | Motståndare Poäng | Motståndare Poäng | Placering        |                  |
| ----------------------------- | ----------- | ---------------------------------------- | ----------------------------------------- | ----------------------------------------- | ----------------- | ----------------- | ----------------- | ----------------- | ---------------- | ---------------- |
| Matthew Chau Sawan Serasinghe | Herrdubbel  | Lee Y-d / Yoo Y-s (KOR) L (14–21, 16–21) | Ivanov / Sozonov (RUS) L (16–21, 16–21)   | Lee S-m / Tsai C-h (TPE) L (14–21, 19–21) | 4                 | i.u.              | Gick inte vidare  | Gick inte vidare  | Gick inte vidare | Gick inte vidare |
| Chen Hsuan-yu                 | Damsingel   | Buranaprasertsuk (THA) L (14–21, 15–21)  | Foo Kune (MRI) L (16–21, 19–21)           | i.u.                                      | 3                 | Gick inte vidare  | Gick inte vidare  | Gick inte vidare  | Gick inte vidare | Gick inte vidare |
| Robin Middleton Leanne Choo   | Mixeddubbel | Ahmad / Natsir (INA) L (7–21, 8–21)      | Chan P S / Goh L Y (MAS) L (17–21, 15–21) | Issara / Amitrapai (THA) L (13–21, 18–21) | 4                 | i.u.              | Gick inte vidare  | Gick inte vidare  | Gick inte vidare | Gick inte vidare |

## Bordtennis
Herrar
| Spelare                          | Gren       | Inledande omgång        | Omgång 1             | Omgång 2             | Omgång 3             | Åttondelsfinal       | Kvartsfinal          | Semifinal            | Final / BM           | Final / BM       |
| Spelare                          | Gren       | Motståndare Resultat    | Motståndare Resultat | Motståndare Resultat | Motståndare Resultat | Motståndare Resultat | Motståndare Resultat | Motståndare Resultat | Motståndare Resultat | Placering        |
| -------------------------------- | ---------- | ----------------------- | -------------------- | -------------------- | -------------------- | -------------------- | -------------------- | -------------------- | -------------------- | ---------------- |
| David Powell                     | Herrsingel | Aguirre (PAR) L 0–4     | Gick inte vidare     | Gick inte vidare     | Gick inte vidare     | Gick inte vidare     | Gick inte vidare     | Gick inte vidare     | Gick inte vidare     | Gick inte vidare |
| Chris Yan                        | Herrsingel | Karakašević (SRB) L 2–4 | Gick inte vidare     | Gick inte vidare     | Gick inte vidare     | Gick inte vidare     | Gick inte vidare     | Gick inte vidare     | Gick inte vidare     | Gick inte vidare |
| Hu Heming David Powell Chris Yan | Herrlag    | i.u.                    | i.u.                 | i.u.                 | i.u.                 | Hongkong L 0–3       | Gick inte vidare     | Gick inte vidare     | Gick inte vidare     | Gick inte vidare |

Damer
| Spelare                                  | Gren      | Inledande omgång     | Omgång 1             | Omgång 2              | Omgång 3             | Åttondelsfinal       | Kvartsfinal          | Semifinal            | Final / BM           | Final / BM       |
| Spelare                                  | Gren      | Motståndare Resultat | Motståndare Resultat | Motståndare Resultat  | Motståndare Resultat | Motståndare Resultat | Motståndare Resultat | Motståndare Resultat | Motståndare Resultat | Placering        |
| ---------------------------------------- | --------- | -------------------- | -------------------- | --------------------- | -------------------- | -------------------- | -------------------- | -------------------- | -------------------- | ---------------- |
| Lay Jian Fang                            | Damsingel | Bye                  | Dolgich (RUS) W 4–3  | Polcanova (AUT) W 4–1 | Yu My (SIN) L 0–4    | Gick inte vidare     | Gick inte vidare     | Gick inte vidare     | Gick inte vidare     | Gick inte vidare |
| Melissa Tapper                           | Damsingel | Kumahara (BRA) L 2–4 | Gick inte vidare     | Gick inte vidare      | Gick inte vidare     | Gick inte vidare     | Gick inte vidare     | Gick inte vidare     | Gick inte vidare     | Gick inte vidare |
| Lay Jian Fang Melissa Tapper Sally Zhang | Damlag    | i.u.                 | i.u.                 | i.u.                  | i.u.                 | Nordkorea L 0–3      | Gick inte vidare     | Gick inte vidare     | Gick inte vidare     | Gick inte vidare |

## Boxning
| Boxare         | Gren                 | Omgång 1              | Omgång 2                 | Kvartsfinal          | Semifinal            | Final                | Final            |
| Boxare         | Gren                 | Motståndare Resultat  | Motståndare Resultat     | Motståndare Resultat | Motståndare Resultat | Motståndare Resultat | Placering        |
| -------------- | -------------------- | --------------------- | ------------------------ | -------------------- | -------------------- | -------------------- | ---------------- |
| Daniel Lewis   | Herrarnas mellanvikt | Jabłoński (POL) W 2–1 | Melikuziev (UZB) 0 L 0–3 | Gick inte vidare     | Gick inte vidare     | Gick inte vidare     | Gick inte vidare |
| Jason Whateley | Herrarnas tungvikt   | Nogueira (BRA) L 0–3  | Gick inte vidare         | Gick inte vidare     | Gick inte vidare     | Gick inte vidare     | Gick inte vidare |
| Shelley Watts  | Damernas lättvikt    | i.u.                  | Testa (ITA) L 1–2        | Gick inte vidare     | Gick inte vidare     | Gick inte vidare     | Gick inte vidare |

## Brottning
Förkortningar:
- VT – Vinst genom fall.
- PP – Beslut efter poäng – förloraren fick tekniska poäng.
- PO – Beslut efter poäng – förloraren fick inte tekniska poäng.
- ST – Teknisk överlägsenhet – förloraren utan tekniska poäng och en marginal med minst 8 (grekisk-romersk stil) eller 10 (fristil) poäng.

Herrar, grekisk-romersk stil
| Brottare   | Gren                 | Kvalomgång           | Omgång 1             | Kvartsfinal          | Semifinal            | Återkval 1           | Återkval 2           | Final / BM           | Final / BM |
| Brottare   | Gren                 | Motståndare Resultat | Motståndare Resultat | Motståndare Resultat | Motståndare Resultat | Motståndare Resultat | Motståndare Resultat | Motståndare Resultat | Placering  |
| ---------- | -------------------- | -------------------- | -------------------- | -------------------- | -------------------- | -------------------- | -------------------- | -------------------- | ---------- |
| Ivan Popov | Supertungvikt -130kg | Bye                  | Eurén (SWE) L 0–5 VT | Gick inte vidare     | Gick inte vidare     | Gick inte vidare     | Gick inte vidare     | Gick inte vidare     | 17         |

Herrar, fristil
| Brottare       | Gren             | Kvalomgång              | Omgång 1             | Kvartsfinal          | Semifinal            | Återkval 1           | Återkval 2           | Final / BM           | Final / BM |
| Brottare       | Gren             | Motståndare Resultat    | Motståndare Resultat | Motståndare Resultat | Motståndare Resultat | Motståndare Resultat | Motståndare Resultat | Motståndare Resultat | Placering  |
| -------------- | ---------------- | ----------------------- | -------------------- | -------------------- | -------------------- | -------------------- | -------------------- | -------------------- | ---------- |
| Sahit Prizreni | Weltervikt -65kg | Katai (CHN) L 1–3 PP    | Gick inte vidare     | Gick inte vidare     | Gick inte vidare     | Gick inte vidare     | Gick inte vidare     | Gick inte vidare     | 19         |
| Talgat Ilyasov | Mellanvikt -74kg | Takatani (JPN) L 0–5 VB | Gick inte vidare     | Gick inte vidare     | Gick inte vidare     | Gick inte vidare     | Gick inte vidare     | Gick inte vidare     | 17         |

## Bågskytte
| Bågskytt                           | Gren                           | Rankningsomgång | Rankningsomgång | Omgång 1              | Omgång 2               | Omgång 3              | Kvartsfinal        | Semifinal         | Final / BM        | Final / BM       |
| Bågskytt                           | Gren                           | Poäng           | Seed            | Motståndare Poäng     | Motståndare Poäng      | Motståndare Poäng     | Motståndare Poäng  | Motståndare Poäng | Motståndare Poäng | Placering        |
| ---------------------------------- | ------------------------------ | --------------- | --------------- | --------------------- | ---------------------- | --------------------- | ------------------ | ----------------- | ----------------- | ---------------- |
| Alec Potts                         | Herrarnas individuella tävling | 666             | 20              | Oliveira (BRA) L 4–6  | Gick inte vidare       | Gick inte vidare      | Gick inte vidare   | Gick inte vidare  | Gick inte vidare  | Gick inte vidare |
| Ryan Tyack                         | Herrarnas individuella tävling | 665             | 23              | Ramaekers (BEL) L 2–6 | Gick inte vidare       | Gick inte vidare      | Gick inte vidare   | Gick inte vidare  | Gick inte vidare  | Gick inte vidare |
| Taylor Worth                       | Herrarnas individuella tävling | 674             | 14              | El-Nemr (EGY) W 6–0   | Malavé (VEN) W 6–4     | Fernández (ESP) W 7–3 | Ku B-c (KOR) L 5–6 | Gick inte vidare  | Gick inte vidare  | Gick inte vidare |
| Alec Potts Ryan Tyack Taylor Worth | Herrarnas lagtävling           | 2005            | 4               | i.u.                  | i.u.                   | Bye                   | Frankrike W 5–3    | Sydkorea L 0–6    | Kina W 6–2        | 3                |
| Alice Ingley                       | Damernas individuella tävling  | 593             | 58              | Boari (ITA) W 7–1     | dos Santos (BRA) L 0–6 | Gick inte vidare      | Gick inte vidare   | Gick inte vidare  | Gick inte vidare  | Gick inte vidare |

## Cykling

### Landsväg
Herrar
| Idrottare    | Gren                | Tid             | Placering       |
| ------------ | ------------------- | --------------- | --------------- |
| Scott Bowden | Herrarnas linjelopp | Fullföljde inte | Fullföljde inte |
| Simon Clarke | Herrarnas linjelopp | 6:16:17         | 25              |
| Rohan Dennis | Herrarnas linjelopp | Fullföljde inte | Fullföljde inte |
| Rohan Dennis | Herrarnas tempolopp | 1:13:25.66      | 5               |
| Richie Porte | Herrarnas linjelopp | Fullföljde inte | Fullföljde inte |
| Richie Porte | Herrarnas tempolopp | Startade inte   | Startade inte   |

Damer
| Idrottare      | Gren               | Tid             | Placering       |
| -------------- | ------------------ | --------------- | --------------- |
| Gracie Elvin   | Damernas linjelopp | 4:03:01         | 49              |
| Katrin Garfoot | Damernas linjelopp | Fullföljde inte | Fullföljde inte |
| Katrin Garfoot | Damernas tempolopp | 45:35.03        | 9               |
| Rachel Neylan  | Damernas linjelopp | 3:56:34         | 22              |
| Amanda Spratt  | Damernas linjelopp | 3:55:36         | 15              |

### Mountainbike
| Idrottare         | Gren                   | Tid          | Placering |
| ----------------- | ---------------------- | ------------ | --------- |
| Scott Bowden      | Herrarnas mountainbike | LAP (1 varv) | 36        |
| Daniel McConnell  | Herrarnas mountainbike | 1:38:42      | 16        |
| Rebecca Henderson | Damernas mountainbike  | LAP (2 varv) | 25        |

### Bana
Sprint
| Cyklist           | Gren             | Kval                 | Kval      | Omgång 1                         | Återkval 1                                         | Omgång 2                         | Återkval 2                                | Kvartsfinal                      | Semifinal                        | Final                                                      | Final            |
| Cyklist           | Gren             | Tid Hastighet (km/h) | Placering | Motståndare Tid Hastighet (km/h) | Motståndare Tid Hastighet (km/h)                   | Motståndare Tid Hastighet (km/h) | Motståndare Tid Hastighet (km/h)          | Motståndare Tid Hastighet (km/h) | Motståndare Tid Hastighet (km/h) | Motståndare Tid Hastighet (km/h)                           | Placering        |
| ----------------- | ---------------- | -------------------- | --------- | -------------------------------- | -------------------------------------------------- | -------------------------------- | ----------------------------------------- | -------------------------------- | -------------------------------- | ---------------------------------------------------------- | ---------------- |
| Patrick Constable | Herrarnas sprint | 10,010 71,928        | 17 Q      | Skinner (GBR) L                  | Zieliński (POL) Kelemen (CZE) W 10,363 69,477      | Skinner (GBR) L                  | Levy (GER) Hoogland (NED) W 10,456 68,859 | Kenny (GBR) L, L                 | Gick inte vidare                 | 5:e plats i finalen Eilers (GER) Xu C (CHN) Baugé (FRA) L  | 8                |
| Matthew Glaetzer  | Herrarnas sprint | 9,704 74,196         | 3 Q       | Puerta (COL) W 10,299 69,909     | Bye                                                | Levy (GER) W 10,166 70,824       | Bye                                       | Eilers (GER) W 10,456, W 10,401  | Skinner (GBR) L, L               | Dmitrijev (RUS) L, L                                       | 4                |
| Anna Meares       | Damernas sprint  | 10,947 65,771        | 9 Q       | Krupeckaitė (LTU) L              | Ismajilova (AZE) van Riessen (NED) W 11,716 61,454 | Lee (HKG) L                      | Zhong Ts (CHN) Welte (GER) L              | Gick inte vidare                 | Gick inte vidare                 | 9:e plats i finalen Cueff (FRA) Hansen (NZL) Welte (GER) L | 10               |
| Stephanie Morton  | Damernas sprint  | 10,875 66,206        | 8 Q       | Vojnova (RUS) L                  | Cueff (FRA) Gong Jj (CHN) L                        | Gick inte vidare                 | Gick inte vidare                          | Gick inte vidare                 | Gick inte vidare                 | Gick inte vidare                                           | Gick inte vidare |

Lagsprint
| Cyklist                                        | Gren                | Kval                 | Kval      | Semifinal                        | Semifinal | Final                            | Final     |
| Cyklist                                        | Gren                | Tid Hastighet (km/h) | Placering | Motståndare Tid Hastighet (km/h) | Placering | Motståndare Tid Hastighet (km/h) | Placering |
| ---------------------------------------------- | ------------------- | -------------------- | --------- | -------------------------------- | --------- | -------------------------------- | --------- |
| Patrick Constable Matthew Glaetzer Nathan Hart | Herrarnas lagsprint | 43,158 62,560        | 3 Q       | Nederländerna W 43,166 62,549    | 4 FB      | Frankrike L 43,298 62,358        | 4         |
| Anna Meares Stephanie Morton                   | Damernas lagsprint  | 32,881 54,742        | 4 Q       | Nederländerna W 32,636 55,153    | 3 FB      | Tyskland L 32,658 55,116         | 4         |

Förföljelse
| Cyklist                                                                    | Gren                     | Kval     | Kval      | Semifinal            | Semifinal | Final                   | Final     |
| Cyklist                                                                    | Gren                     | Tid      | Placering | Motståndare Resultat | Placering | Motståndare Resultat    | Placering |
| -------------------------------------------------------------------------- | ------------------------ | -------- | --------- | -------------------- | --------- | ----------------------- | --------- |
| Jack Bobridge Alex Edmondson Michael Hepburn Callum Scotson Sam Welsford   | Herrarnas lagförföljelse | 3:55,606 | 3 Q       | Danmark 3:53,429     | 2         | Storbritannien 3:51,008 | 2         |
| Ashlee Ankudinoff Georgia Baker Amy Cure Annette Edmondson Melissa Hoskins | Damernas lagförföljelse  | 4:19,059 | 3 Q       | USA 4:12,282         | 5         | Italien 4:21,232        | 5         |

Keirin
| Cyklist           | Gren             | 1:a omgången | Återkval  | 2:a omgången     | Final            |
| Cyklist           | Gren             | Placering    | Placering | Placering        | Placering        |
| ----------------- | ---------------- | ------------ | --------- | ---------------- | ---------------- |
| Patrick Constable | Herrarnas keirin | 5 R          | 5         | Gick inte vidare | Gick inte vidare |
| Matthew Glaetzer  | Herrarnas keirin | 2 Q          | Bye       | 4                | 10               |
| Anna Meares       | Damernas keirin  | 2 Q          | Bye       | 1 Q              | 3                |
| Stephanie Morton  | Damernas keirin  | 5 R          | 2         | Gick inte vidare | Gick inte vidare |

Omnium
| Cyklist           | Gren             | Scratch-lopp | Scratch-lopp | Individuell förföljelse | Individuell förföljelse | Individuell förföljelse | Utslagslopp | Utslagslopp | Tempolopp | Tempolopp | Tempolopp | Flygande varv | Flygande varv | Flygande varv | Poänglopp | Poänglopp | Totalpoäng | Placering |
| Cyklist           | Gren             | Placering    | Poäng        | Tid                     | Placering               | Poäng                   | Placering   | Poäng       | Tid       | Placering | Poäng     | Tid           | Placering     | Poäng         | Poäng     | Placering | Totalpoäng | Placering |
| ----------------- | ---------------- | ------------ | ------------ | ----------------------- | ----------------------- | ----------------------- | ----------- | ----------- | --------- | --------- | --------- | ------------- | ------------- | ------------- | --------- | --------- | ---------- | --------- |
| Glenn O'Shea      | Herrarnas omnium | 4            | 34           | 4:28,350                | 11                      | 20                      | 10          | 22          | 1:02,332  | 2         | 38        | 13,053        | 6             | 30            | 0         | 14        | 144        | 7         |
| Annette Edmondson | Damernas omnium  | 6            | 30           | 3:33,818                | 7                       | 28                      | 5           | 32          | 34,938    | 1         | 40        | 13,878        | 2             | 38            | 0         | 16        | 168        | 8         |

### BMX
| Cyklist           | Gren          | Seeding  | Seeding   | Kvartsfinal | Kvartsfinal | Semifinal        | Semifinal        | Final            | Final            |
| Cyklist           | Gren          | Resultat | Placering | Poäng       | Placering   | Poäng            | Placering        | Resultat         | Placering        |
| ----------------- | ------------- | -------- | --------- | ----------- | ----------- | ---------------- | ---------------- | ---------------- | ---------------- |
| Anthony Dean      | Herrarnas BMX | 35,44    | 20        | 4           | 1 Q         | 3                | 1 Q              | DNF              | 8                |
| Bodi Turner       | Herrarnas BMX | 35,33    | 12        | 18          | 5           | Gick inte vidare | Gick inte vidare | Gick inte vidare | Gick inte vidare |
| Sam Willoughby    | Herrarnas BMX | 34,71    | 2         | 3           | 1 Q         | 3                | 1 Q              | 36,303           | 6                |
| Caroline Buchanan | Damernas BMX  | 34,75    | 2         | i.u.        | i.u.        | 13               | 5                | Gick inte vidare | Gick inte vidare |
| Lauren Reynolds   | Damernas BMX  | 35,66    | 10        | i.u.        | i.u.        | 17               | 6                | Gick inte vidare | Gick inte vidare |

## Friidrott
Förkortningar
- Notera– Placeringar avser endast det specifika heatet.
- Q = Tog sig vidare till nästa omgång
- q = Tog sig vidare till nästa omgång som den snabbaste förloraren eller, i fältgrenarna, genom placering utan att nå kvalgränsen
- NR = Nationellt rekord
- N/A = Omgången fanns inte i grenen
- Bye = Idrottaren behövde inte tävla i omgången

Herrar
Bana och väg
| Idrottare       | Gren                   | Heat     | Heat      | Semifinal        | Semifinal        | Final            | Final            |
| Idrottare       | Gren                   | Resultat | Placering | Resultat         | Placering        | Resultat         | Placering        |
| --------------- | ---------------------- | -------- | --------- | ---------------- | ---------------- | ---------------- | ---------------- |
| Alex Hartmann   | Herrarnas 200 meter    | 21,02    | 5         | Gick inte vidare | Gick inte vidare | Gick inte vidare | Gick inte vidare |
| Peter Bol       | Herrarnas 800 meter    | 1:49,36  | 6         | Gick inte vidare | Gick inte vidare | Gick inte vidare | Gick inte vidare |
| Luke Mathews    | Herrarnas 800 meter    | 1:50,40  | 7         | Gick inte vidare | Gick inte vidare | Gick inte vidare | Gick inte vidare |
| Jeff Riseley    | Herrarnas 800 meter    | 1:46,93  | 4         | Gick inte vidare | Gick inte vidare | Gick inte vidare | Gick inte vidare |
| Ryan Gregson    | Herrarnas 1 500 meter  | 3:39,13  | 2 Q       | 3:40,02          | 4 Q              | 3:51,39          | 9                |
| Luke Mathews    | Herrarnas 1 500 meter  | 3:44,51  | 12        | Gick inte vidare | Gick inte vidare | Gick inte vidare | Gick inte vidare |
| Sam McEntee     | Herrarnas 5 000 meter  | 13:50,55 | 18        | i.u.             | i.u.             | Gick inte vidare | Gick inte vidare |
| Brett Robinson  | Herrarnas 5 000 meter  | 13:22,81 | 9 q       | i.u.             | i.u.             | 13:32,30         | 14               |
| Patrick Tiernan | Herrarnas 5 000 meter  | 13:28,48 | 13        | i.u.             | i.u.             | Gick inte vidare | Gick inte vidare |
| David McNeill   | Herrarnas 10 000 meter | i.u.     | i.u.      | i.u.             | i.u.             | 27:51,71         | 16               |
| Ben St Lawrence | Herrarnas 10 000 meter | i.u.     | i.u.      | i.u.             | i.u.             | 28:46,32         | 28               |
| Liam Adams      | Herrarnas maraton      | i.u.     | i.u.      | i.u.             | i.u.             | 2:16:12          | 31               |
| Michael Shelley | Herrarnas maraton      | i.u.     | i.u.      | i.u.             | i.u.             | 2:18:06          | 47               |
| Scott Westcott  | Herrarnas maraton      | i.u.     | i.u.      | i.u.             | i.u.             | 2:22:19          | 81               |
| Dane Bird-Smith | Herrarnas 20 km gång   | i.u.     | i.u.      | i.u.             | i.u.             | 1:19:37          | 3                |
| Rhydian Cowley  | Herrarnas 20 km gång   | i.u.     | i.u.      | i.u.             | i.u.             | 1:23:30          | 33               |
| Chris Erickson  | Herrarnas 50 km gång   | i.u.     | i.u.      | i.u.             | i.u.             | 3:48:40          | 9                |
| Brendon Reading | Herrarnas 50 km gång   | i.u.     | i.u.      | i.u.             | i.u.             | 4:13:02          | 39               |
| Jared Tallent   | Herrarnas 50 km gång   | i.u.     | i.u.      | i.u.             | i.u.             | 3:41:16          | 2                |

Fältgrenar
| Idrottare         | Gren                     | Kval    | Kval      | Final            | Final            |
| Idrottare         | Gren                     | Distans | Placering | Distans          | Placering        |
| ----------------- | ------------------------ | ------- | --------- | ---------------- | ---------------- |
| Henry Frayne      | Herrarnas längdhopp      | 8,01    | 6 q       | 8,06             | 7                |
| Fabrice Lapierre  | Herrarnas längdhopp      | 7,96    | 8 q       | 7,87             | 10               |
| Joel Baden        | Herrarnas höjdhopp       | 2,17    | 41        | Gick inte vidare | Gick inte vidare |
| Brandon Starc     | Herrarnas höjdhopp       | 2,29    | 11 q      | 2,20             | 15               |
| Kurtis Marschall  | Herrarnas stavhopp       | 5,60    | 10        | Gick inte vidare | Gick inte vidare |
| Damien Birkinhead | Herrarnas kulstötning    | 20,50   | 9 q       | 20,45            | 10               |
| Matthew Denny     | Herrarnas diskuskastning | 61,16   | 19        | Gick inte vidare | Gick inte vidare |
| Benn Harradine    | Herrarnas diskuskastning | 60,85   | 20        | Gick inte vidare | Gick inte vidare |
| Hamish Peacock    | Herrarnas spjutkastning  | 77,91   | 25        | Gick inte vidare | Gick inte vidare |
| Joshua Robinson   | Herrarnas spjutkastning  | 80,84   | 13        | Gick inte vidare | Gick inte vidare |

Kombinerade grenar – Herrarnas tiokamp
| Friidrottare  | Gren     | 100 m  | LH    | KS     | HH    | 400 m  | 110H   | DK     | SH    | SK    | 1500 m  | Final | Placering |
| ------------- | -------- | ------ | ----- | ------ | ----- | ------ | ------ | ------ | ----- | ----- | ------- | ----- | --------- |
| Cedric Dubler | Resultat | 10,86s | 7,47m | 11,49m | 2,13m | 48,18s | 14,30s | 38,89m | 4,90m | 51,82 | 4:32,12 | 8024  | 14        |
| Cedric Dubler | Poäng    | 892    | 927   | 575    | 925   | 900    | 936    | 642    | 880   | 616   | 731     | 8024  | 14        |

Damer
| Idrottare                                                        | Gren                         | Heat     | Heat      | Semifinal        | Semifinal        | Final            | Final            |
| Idrottare                                                        | Gren                         | Resultat | Placering | Resultat         | Placering        | Resultat         | Placering        |
| ---------------------------------------------------------------- | ---------------------------- | -------- | --------- | ---------------- | ---------------- | ---------------- | ---------------- |
| Melissa Breen                                                    | Damernas 100 meter           | 11,74    | 7         | Gick inte vidare | Gick inte vidare | Gick inte vidare | Gick inte vidare |
| Ella Nelson                                                      | Damernas 200 meter           | 22,66    | 2 Q       | 22,50            | 3                | Gick inte vidare | Gick inte vidare |
| Morgan Mitchell                                                  | Damernas 400 meter           | 51,30    | 2 Q       | 52,68            | 8                | Gick inte vidare | Gick inte vidare |
| Anneliese Rubie                                                  | Damernas 400 meter           | 51,92    | 3 q       | 51,96            | 6                | Gick inte vidare | Gick inte vidare |
| Selma Kajan                                                      | Damernas 800 meter           | 2:05,20  | 7         | Gick inte vidare | Gick inte vidare | Gick inte vidare | Gick inte vidare |
| Jenny Blundell                                                   | Damernas 1 500 meter         | 4:09,05  | 8 q       | 4:13,25          | 11               | Gick inte vidare | Gick inte vidare |
| Zoe Buckman                                                      | Damernas 1 500 meter         | 4:06,93  | 6 Q       | 4:06,95          | 9                | Gick inte vidare | Gick inte vidare |
| Linden Hall                                                      | Damernas 1 500 meter         | 4:11,75  | 4 Q       | 4:05,81          | 8                | Gick inte vidare | Gick inte vidare |
| Madeline Hills                                                   | Damernas 5 000 meter         | 15:21,33 | 6 q       | i.u.             | i.u.             | 15:04,05         | 10               |
| Genevieve LaCaze                                                 | Damernas 5 000 meter         | 15:20,45 | 7 q       | i.u.             | i.u.             | 15:10,35         | 12               |
| Eloise Wellings                                                  | Damernas 5 000 meter         | 15:19,02 | 6 q       | i.u.             | i.u.             | 15:01,59         | 9                |
| Eloise Wellings                                                  | Damernas 10 000 meter        | i.u.     | i.u.      | i.u.             | i.u.             | 31:14,94         | 10               |
| Michelle Jenneke                                                 | Damernas 100 meter häck      | 13,26    | 6         | Gick inte vidare | Gick inte vidare | Gick inte vidare | Gick inte vidare |
| Lauren Wells                                                     | Damernas 400 meter häck      | 56,26    | 4 q       | 56,83            | 7                | Gick inte vidare | Gick inte vidare |
| Madeline Hills                                                   | Damernas 3 000 meter hinder  | 9:24,16  | 5 q       | i.u.             | i.u.             | 9:20,38          | 7                |
| Genevieve LaCaze                                                 | Damernas 3 000 meter hinder  | 9:26,25  | 2 Q       | i.u.             | i.u.             | 9:21,21          | 9                |
| Victoria Mitchell                                                | Damernas 3 000 meter hinder  | 9:39,40  | 10        | i.u.             | i.u.             | Gick inte vidare | Gick inte vidare |
| Morgan Mitchell Anneliese Rubie Caitlin Sargent Jessica Thornton | Damernas 4x400 meter stafett | 3:25,71  | 4 q       | i.u.             | i.u.             | 3:27,45          | 8                |
| Milly Clark                                                      | Damernas maraton             | i.u.     | i.u.      | i.u.             | i.u.             | 2:30:53          | 18               |
| Jessica Trengove                                                 | Damernas maraton             | i.u.     | i.u.      | i.u.             | i.u.             | 2:31:44          | 22               |
| Lisa Weightman                                                   | Damernas maraton             | i.u.     | i.u.      | i.u.             | i.u.             | 2:34:41          | 31               |
| Tanya Holliday                                                   | Damernas 20 km gång          | i.u.     | i.u.      | i.u.             | i.u.             | 1:34:22          | 26               |
| Regan Lamble                                                     | Damernas 20 km gång          | i.u.     | i.u.      | i.u.             | i.u.             | 1:30:28          | 9                |
| Rachel Tallent                                                   | Damernas 20 km gång          | i.u.     | i.u.      | i.u.             | i.u.             | 1:37:08          | 40               |

Fältgrenar
| Idrottare          | Gren                    | Kval    | Kval      | Final            | Final            |
| Idrottare          | Gren                    | Distans | Placering | Distans          | Placering        |
| ------------------ | ----------------------- | ------- | --------- | ---------------- | ---------------- |
| Chelsea Jaensch    | Damernas längdhopp      | 6,41    | 17        | Gick inte vidare | Gick inte vidare |
| Brooke Stratton    | Damernas längdhopp      | 6,56    | 9 q       | 6,74             | 7                |
| Eleanor Patterson  | Damernas höjdhopp       | 1,89    | =22       | Gick inte vidare | Gick inte vidare |
| Alana Boyd         | Damernas stavhopp       | 4,55    | 8 q       | 4,80             | 4                |
| Dani Samuels       | Damernas diskuskastning | 64,46   | 4 Q       | 64,90            | 4                |
| Kim Mickle         | Damernas spjutkastning  | 57,20   | 22        | Gick inte vidare | Gick inte vidare |
| Kathryn Mitchell   | Damernas spjutkastning  | 61,63   | 12 q      | 64,36            | 6                |
| Kelsey-Lee Roberts | Damernas spjutkastning  | 55,25   | 28        | Gick inte vidare | Gick inte vidare |

## Golf
| Spelare       | Gren              | Runda 1 | Runda 2 | Runda 3 | Runda 4 | Totalt | Totalt | Totalt    |
| Spelare       | Gren              | Poäng   | Poäng   | Poäng   | Poäng   | Poäng  | Par    | Placering |
| ------------- | ----------------- | ------- | ------- | ------- | ------- | ------ | ------ | --------- |
| Marcus Fraser | Herrarnas tävling | 63      | 69      | 72      | 72      | 276    | −8     | =5        |
| Scott Hend    | Herrarnas tävling | 74      | 69      | 71      | 71      | 285    | +1     | =39       |
| Minjee Lee    | Damernas tävling  | 69      | 67      | 73      | 67      | 276    | –8     | =7        |
| Su-Hyun Oh    | Damernas tävling  | 71      | 72      | 66      | 70      | 279    | –5     | =13       |

## Gymnastik

### Artistisk
Damer
| Gymnast         | Gren                 | Kval    | Kval    | Kval    | Kval    | Kval   | Kval      | Final            | Final            | Final            | Final            | Final            | Final            |
| Gymnast         | Gren                 | Redskap | Redskap | Redskap | Redskap | Totalt | Placering | Redskap          | Redskap          | Redskap          | Redskap          | Totalt           | Placering        |
| Gymnast         | Gren                 | V       | UB      | BB      | F       | Totalt | Placering | V                | UB               | BB               | F                | Totalt           | Placering        |
| --------------- | -------------------- | ------- | ------- | ------- | ------- | ------ | --------- | ---------------- | ---------------- | ---------------- | ---------------- | ---------------- | ---------------- |
| Larrissa Miller | Individuell mångkamp | i.u.    | 14,533  | i.u.    | i.u.    | 14,533 | 11        | Gick inte vidare | Gick inte vidare | Gick inte vidare | Gick inte vidare | Gick inte vidare | Gick inte vidare |
| Larrissa Miller | Fristående           | i.u.    | i.u.    | i.u.    | 12,733  | 12,733 | 38        | Gick inte vidare | Gick inte vidare | Gick inte vidare | Gick inte vidare | Gick inte vidare | Gick inte vidare |

### Rytmisk
| Gymnast         | Gren         | Kval     | Kval   | Kval   | Kval   | Kval   | Kval      | Final            | Final            | Final            | Final            | Final            | Final            |
| Gymnast         | Gren         | Tunnband | Boll   | Käglor | Rep    | Totalt | Placering | Tunnband         | Boll             | Käglor           | Rep              | Totalt           | Placering        |
| --------------- | ------------ | -------- | ------ | ------ | ------ | ------ | --------- | ---------------- | ---------------- | ---------------- | ---------------- | ---------------- | ---------------- |
| Danielle Prince | Individuellt | 14,500   | 15,250 | 15,716 | 15,550 | 61,016 | 25        | Gick inte vidare | Gick inte vidare | Gick inte vidare | Gick inte vidare | Gick inte vidare | Gick inte vidare |

### Trampolin
| Gymnast      | Gren                | Kval    | Kval      | Final            | Final            |
| Gymnast      | Gren                | Poäng   | Placering | Poäng            | Placering        |
| ------------ | ------------------- | ------- | --------- | ---------------- | ---------------- |
| Blake Gaudry | Herrarnas trampolin | 105,450 | 13        | Gick inte vidare | Gick inte vidare |

## Judo
Herrar
| Idrottare     | Gren                            | Omgång 1             | Omgång 2                 | Kvartsfinaler          | Semifinaler          | Återkval             | Final / BM           | Final / BM       |                  |
| Idrottare     | Gren                            | Motståndare Resultat | Motståndare Resultat     | Motståndare Resultat   | Motståndare Resultat | Motståndare Resultat | Motståndare Resultat | Placering        |                  |
| ------------- | ------------------------------- | -------------------- | ------------------------ | ---------------------- | -------------------- | -------------------- | -------------------- | ---------------- | ---------------- |
| Joshua Katz   | Herrarnas extra lättvikt −60kg  | Bye                  | Urozboev (UZB) L 000–010 | Gick inte vidare       | Gick inte vidare     | Gick inte vidare     | Gick inte vidare     | Gick inte vidare | Gick inte vidare |
| Nathan Katz   | Herrarnas halv lättvikt −66kg   | Bye                  | Bassou (MAR) L 000–001   | Gick inte vidare       | Gick inte vidare     | Gick inte vidare     | Gick inte vidare     | Gick inte vidare | Gick inte vidare |
| Jake Bensted  | Herrarnas lättvikt −73kg        | Bye                  | Mlugu (TAN) W 100–000    | Orujov (AZE) L 000–100 | Gick inte vidare     | Gick inte vidare     | Gick inte vidare     | Gick inte vidare | Gick inte vidare |
| Eoin Coughlan | Herrarnas halv mellanvikt −81kg | Bye                  | Lee S-s (KOR) L 000–100  | Gick inte vidare       | Gick inte vidare     | Gick inte vidare     | Gick inte vidare     | Gick inte vidare | Gick inte vidare |

Damer
| Idrottare         | Gren                           | Omgång 1               | Omgång 2                | Kvartsfinaler        | Semifinaler          | Återkval             | Final / BM           | Final / BM       |
| Idrottare         | Gren                           | Motståndare Resultat   | Motståndare Resultat    | Motståndare Resultat | Motståndare Resultat | Motståndare Resultat | Motståndare Resultat | Placering        |
| ----------------- | ------------------------------ | ---------------------- | ----------------------- | -------------------- | -------------------- | -------------------- | -------------------- | ---------------- |
| Chloe Rayner      | Damernas extra lättvikt −48kg  | Payet (FRA) L 000–010  | Gick inte vidare        | Gick inte vidare     | Gick inte vidare     | Gick inte vidare     | Gick inte vidare     | Gick inte vidare |
| Katharina Haecker | Damernas halv mellanvikt −63kg | Sallés (AND) W 100–000 | Tashiro (JPN) L 000–111 | Gick inte vidare     | Gick inte vidare     | Gick inte vidare     | Gick inte vidare     | Gick inte vidare |
| Miranda Giambelli | Damernas halv tungvikt −78kg   | Bye                    | Aguiar (BRA) L 000–100  | Gick inte vidare     | Gick inte vidare     | Gick inte vidare     | Gick inte vidare     | Gick inte vidare |

## Kanotsport

### Sprint
Herrar
| Kanotist                                              | Gren                 | Heat     | Heat      | Semifinaler      | Semifinaler      | Final            | Final            |
| Kanotist                                              | Gren                 | Tid      | Placering | Tid              | Placering        | Tid              | Placering        |
| ----------------------------------------------------- | -------------------- | -------- | --------- | ---------------- | ---------------- | ---------------- | ---------------- |
| Ferenc Szekszárdi                                     | Herrarnas C-1 200 m  | 44,292   | 6         | Gick inte vidare | Gick inte vidare | Gick inte vidare | Gick inte vidare |
| Martin Marinov                                        | Herrarnas C-1 1000 m | 4:33,166 | 5 Q       | 4:24,723         | 7 FB             | 4:15,524         | 15               |
| Martin Marinov Ferenc Szekszárdi                      | Herrarnas C-2 1000 m | 4:07,372 | 4 Q       | 4:13,754         | 5 FB             | 4:10,238         | 10               |
| Stephen Bird                                          | Herrarnas K-1 200 m  | 34,650   | 2 Q       | 34,584           | 2 FA             | 36,426           | 8                |
| Murray Stewart                                        | Herrarnas K-1 1000 m | 3:36,210 | 2 Q       | 3:32,602         | 1 FA             | 3:33,741         | 4                |
| Daniel Bowker Jordan Wood                             | Herrarnas K-2 200 m  | 34,246   | 6 Q       | 34,845           | 6 FB             | 35,33            | 11               |
| Lachlan Tame Ken Wallace                              | Herrarnas K-2 1000 m | 3:23,019 | 2 Q       | 3:16,635         | 1 FA             | 3:12,59          | 3                |
| Jacob Clear Riley Fitzsimmons Jordan Wood Ken Wallace | Herrarnas K-4 1000 m | 2:55,666 | 3 Q       | 2:58,222         | 1 FA             | 3:06,731         | 4                |

Damer
| Kanotist                  | Gren               | Heat     | Heat      | Semifinaler | Semifinaler | Final            | Final            |
| Kanotist                  | Gren               | Tid      | Placering | Tid         | Placering   | Tid              | Placering        |
| ------------------------- | ------------------ | -------- | --------- | ----------- | ----------- | ---------------- | ---------------- |
| Naomi Flood               | Damernas K-1 500 m | 1:54,150 | 6 Q       | 2:01,910    | 6           | Gick inte vidare | Gick inte vidare |
| Alyssa Bull Alyce Burnett | Damernas K-2 500 m | 1:46,933 | 7 Q       | 1:44,290    | 3 FA        | 1:51,915         | 8                |

### Slalom
| Kanotist       | Gren          | Kval   | Kval      | Kval   | Kval      | Kval  | Kval      | Semifinal        | Semifinal        | Final            | Final            |
| Kanotist       | Gren          | Åk 1   | Placering | Åk 2   | Placering | Bästa | Placering | Tid              | Placering        | Tid              | Placering        |
| -------------- | ------------- | ------ | --------- | ------ | --------- | ----- | --------- | ---------------- | ---------------- | ---------------- | ---------------- |
| Ian Borrows    | Herrarnas C-1 | 97,40  | 5         | 151,77 | 17        | 97,40 | 9 Q       | 101,32           | 11               | Gick inte vidare | Gick inte vidare |
| Lucien Delfour | Herrarnas K-1 | 94,30  | 13        | 138,72 | 21        | 94,30 | 17        | Gick inte vidare | Gick inte vidare | Gick inte vidare | Gick inte vidare |
| Jessica Fox    | Damernas K-1  | 107,88 | 8         | 99,51  | 2         | 99,51 | 2 Q       | 104,50           | 5 Q              | 102,49           | 3                |

## Konstsim
| Idrottare | Gren  | Teknisk omgång | Teknisk omgång | Fri omgång (inledande) | Fri omgång (inledande)    | Fri omgång (inledande) | Fri omgång (final) | Fri omgång (final)        | Fri omgång (final) |
| Idrottare | Gren  | Poäng          | Placering      | Poäng                  | Totalt (tekniskt + fritt) | Placering              | Poäng              | Totalt (tekniskt + fritt) | Placering          |
| --- | ----- | -------------- | -------------- | ---------------------- | ------------------------- | ---------------------- | ------------------ | ------------------------- | ------------------ |
| Nikita Pablo Rose Stackpole | Duett | 73,6360        | 24             | 74,7667                | 148,4027                  | 24                     | Gick inte vidare   | Gick inte vidare          | Gick inte vidare   |
| Hannah Cross Bianca Hammett Danielle Kettlewell Nikita Pablo Emily Rogers Cristina Sheehan Rose Stackpole Amie Thompson Deborah Tsai | Lag   | 74,0667        | 8              | i.u.                   | i.u.                      | i.u.                   | 75,4333            | 149,5000                  | 8                  |

## Modern femkamp
| Idrottare      | Gren                 | Fäktning (värja en stöt) | Fäktning (värja en stöt) | Fäktning (värja en stöt) | Fäktning (värja en stöt) | Simning (200 m frisim) | Simning (200 m frisim) | Simning (200 m frisim) | Ridning (hoppning) | Ridning (hoppning) | Ridning (hoppning) | Kombinerat: skytte/löpning (10 m luftpistol)/(3200 m) | Kombinerat: skytte/löpning (10 m luftpistol)/(3200 m) | Kombinerat: skytte/löpning (10 m luftpistol)/(3200 m) | Totalpoäng | Slutlig placering |
| Idrottare      | Gren                 | RR                       | BR                       | Placering                | Poäng                    | Tid                    | Placering              | Poäng                  | Straff             | Placering          | Poäng              | Tid                                                   | Placering                                             | Poäng                                                 | Totalpoäng | Slutlig placering |
| -------------- | -------------------- | ------------------------ | ------------------------ | ------------------------ | ------------------------ | ---------------------- | ---------------------- | ---------------------- | ------------------ | ------------------ | ------------------ | ----------------------------------------------------- | ----------------------------------------------------- | ----------------------------------------------------- | ---------- | ----------------- |
| Max Esposito   | Herrar, individuellt | 14-21                    | 1                        | 29                       | 185                      | 1:59,71                | 4                      | 341                    | 0                  | 3                  | 300                | 11:04,99                                              | 4                                                     | 636                                                   | 1462       | 7                 |
| Chloe Esposito | Damer, individuellt  | 19–16                    | 1                        | 13                       | 215                      | 2:12,38                | 7                      | 303                    | 16                 | 19                 | 291                | 12:10,19                                              | 2                                                     | 570                                                   | 1372 OR    | 1                 |

## Ridsport
Australien kvalificerade ett lag i hoppning samt fyra platser i den individuella tävlingen. I dressyr kvalificerades ett lag och fyra platser i den individuella tävlingen efter VM 2014. I fälttävlan kvalificerades ett lag och fyra platser i den individuella tävlingen efter en fjärdeplats i lagtävlingen vid VM 2014.

### Dressyr
Lag om fyra ekipage, samt fyra individuella platser:
| Ryttare       | Häst          | Grand Prix | Grand Prix | Grand Prix Special | Grand Prix Special | Grand Prix Freestyle | Grand Prix Freestyle | Placering   |
| Ryttare       | Häst          | Poäng      | Placering  | Poäng              | Placering          | Poäng                | Placering            | Placering   |
| ------------- | ------------- | ---------- | ---------- | ------------------ | ------------------ | -------------------- | -------------------- | ----------- |
| Mary Hanna    | Boogie Woogie | 69,643     | 39         | Gick inte vidare   | Gick inte vidare   | Gick inte vidare     | Gick inte vidare     | 69,643 (39) |
| Sue Hearn     | Remmington    | 65,343     | 54         | Gick inte vidare   | Gick inte vidare   | Gick inte vidare     | Gick inte vidare     | 65,343 (54) |
| Kristy Oatley | Du Soleil     | 68,900     | 42         | Gick inte vidare   | Gick inte vidare   | Gick inte vidare     | Gick inte vidare     | 68,900 (42) |
| Lyndal Oatley | Sandro Boy    | 70,186     | 36         | Gick inte vidare   | Gick inte vidare   | Gick inte vidare     | Gick inte vidare     | 70,186 (36) |

| Ryttare                                          | Häst     | Grand Prix | Grand Prix | Grand Prix Special | Grand Prix Special | Placering |
| Ryttare                                          | Häst     | Poäng      | Placering  | Poäng              | Total poäng        | Placering |
| ------------------------------------------------ | -------- | ---------- | ---------- | ------------------ | ------------------ | --------- |
| Mary Hanna Sue Hearn Kristy Oatley Lyndal Oatley | som ovan | 69.576     | 9          | Gick inte vidare   | Gick inte vidare   | 9         |

### Fälttävlan
Lag om fyra ekipage, samt fyra individuella platser:
| Tävlande           | Häst             | Dressyr | Dressyr   | Terrängbana | Terrängbana | Hoppning | Hoppning  | Hoppning | Hoppning  | Totalt | Totalt    |
| Tävlande           | Häst             | Dressyr | Dressyr   | Terrängbana | Terrängbana | Kval     | Kval      | Final    | Final     | Totalt | Totalt    |
| Tävlande           | Häst             | Straff  | Placering | Straff      | Placering   | Straff   | Placering | Straff   | Placering | Straff | Placering |
| ------------------ | ---------------- | ------- | --------- | ----------- | ----------- | -------- | --------- | -------- | --------- | ------ | --------- |
| Christopher Burton | Santano II       | 37,6    | 2         | 0           | 1           | 8        | 3         | 8        | 5         | 53,6   | 5         |
| Sam Griffiths      | Paulank Brockagh | 46,3    | 22        | 6,8         | 9           | 0        | 6         | 0        | 4         | 53,1   | 4         |
| Shane Rose         | Cp Qualified     | 42,5    | 13        | EL          | EL          | EL       | EL        | EL       | EL        | EL     | EL        |
| Stuart Tinney      | Pluto Mio        | 56,8    | 58        | 2,8         | 14          | 17       | 21        | 8        | 22        | 84,6   | 22        |

| Tävlande                                                  | Häst     | Dressyr | Dressyr   | Terrängbana | Terrängbana | Hoppning | Hoppning  | Totalt | Totalt    |
| Tävlande                                                  | Häst     | Straff  | Placering | Straff      | Placering   | Straff   | Placering | Straff | Placering |
| --------------------------------------------------------- | -------- | ------- | --------- | ----------- | ----------- | -------- | --------- | ------ | --------- |
| Shane Rose Stuart Tinney Sam Griffiths Christopher Burton | som ovan | 126,4   | 3         | 150,3       | 1           | 175,3    | 3         | 175,3  | 3         |

### Hoppning
Lag om fyra ekipage, samt fyra individuella platser: 
| Tävlande                | Häst              | Kvalifikation | Kvalifikation | Kvalifikation | Kvalifikation | Kvalifikation | Kvalifikation    | Kvalifikation    | Kvalifikation    | Final            | Final            | Final            | Final            | Final            | Total            |
| Tävlande                | Häst              | Runda 1       | Runda 1       | Runda 2       | Runda 2       | Runda 2       | Runda 3          | Runda 3          | Runda 3          | Runda A          | Runda A          | Runda B          | Runda B          | Runda B          | Total            |
| Tävlande                | Häst              | Straff        | Placering     | Straff        | Total         | Placering     | Straff           | Total            | Placering        | Straff           | Placering        | Straff           | Totalt           | Placering        | Placering        |
| ----------------------- | ----------------- | ------------- | ------------- | ------------- | ------------- | ------------- | ---------------- | ---------------- | ---------------- | ---------------- | ---------------- | ---------------- | ---------------- | ---------------- | ---------------- |
| Scott Keach             | Fedor             | 4             | =27 Q         | Eliminerad    | Eliminerad    | Eliminerad    | Gick inte vidare | Gick inte vidare | Gick inte vidare | Gick inte vidare | Gick inte vidare | Gick inte vidare | Gick inte vidare | Gick inte vidare | Gick inte vidare |
| James Paterson-Robinson | Amarillo          | 8             | =53 Q         | 9             | 17            | 53            | Gick inte vidare | Gick inte vidare | Gick inte vidare | Gick inte vidare | Gick inte vidare | Gick inte vidare | Gick inte vidare | Gick inte vidare | Gick inte vidare |
| Edwina Tops-Alexander   | Caretina de Joter | 0             | =1 Q          | 5             | 5             | =26 Q         | 4                | 9                | 23 Q             | 0                | =1 Q             | 4                | 4                | =14              | 4 (9)            |
| Matt Williams           | Valinski          | 8             | =53 Q         | 0             | 8             | =30 Q         | 6                | 14               | 36 Q             | 8                | =28              | Gick inte vidare | Gick inte vidare | Gick inte vidare | Gick inte vidare |

| Tävlande                                                                | Häst     | Runda 1 | Runda 1   | Runda 2 | Runda 2   | Placering |
| Tävlande                                                                | Häst     | Straff  | Placering | Straff  | Placering | Placering |
| ----------------------------------------------------------------------- | -------- | ------- | --------- | ------- | --------- | --------- |
| Scott Keach James Paterson-Robinson Edwina Tops-Alexander Matt Williams | som ovan | 12      | 12        | 14      | =13       | =13       |

## Rodd
Herrar
| Roddare                                                                  | Gren                        | Heat    | Heat      | Återkval | Återkval  | Kvartsfinal | Kvartsfinal | Semifinal | Semifinal | Final   | Final     |
| Roddare                                                                  | Gren                        | Tid     | Placering | Tid      | Placering | Tid         | Placering   | Tid       | Placering | Tid     | Placering |
| ------------------------------------------------------------------------ | --------------------------- | ------- | --------- | -------- | --------- | ----------- | ----------- | --------- | --------- | ------- | --------- |
| Rhys Grant                                                               | Herrarnas singelsculler     | 7:28,83 | 2 QF      | Bye      | Bye       | 6:55,14     | 2 SA/B      | 7:14,68   | 5 FB      | 6:51,90 | 9         |
| Alex Lloyd Spencer Turrin                                                | Herrarnas tvåa utan styrman | 6:40,79 | 1 SA/B    | Bye      | Bye       | i.u.        | i.u.        | 6:25,25   | 2 FA      | 7:11,60 | 6         |
| Chris Morgan David Watts                                                 | Herrarnas dubbelsculler     | 6:36,39 | 2 SA/B    | Bye      | Bye       | i.u.        | i.u.        | 6:19,36   | 5 FB      | 6:58,11 | 7         |
| Josh Booth Josh Dunkley-Smith Alexander Hill William Lockwood            | Herrarnas fyra utan styrman | 5:54,84 | 2 SA/B    | Bye      | Bye       | i.u.        | i.u.        | 6:11,82   | 1 FA      | 6:00,44 | 2         |
| Alexander Belonogoff Karsten Forsterling Cameron Girdlestone James McRae | Herrarnas scullerfyra       | 5:50,98 | 1 FA      | Bye      | Bye       | i.u.        | i.u.        | i.u.      | i.u.      | 6:07,96 | 2         |

Damer
| Roddare | Gren                      | Heat    | Heat      | Återkval | Återkval  | Kvartsfinal | Kvartsfinal | Semifinal | Semifinal | Final            | Final            |
| Roddare | Gren                      | Tid     | Placering | Tid      | Placering | Tid         | Placering   | Tid       | Placering | Tid              | Placering        |
| --- | ------------------------- | ------- | --------- | -------- | --------- | ----------- | ----------- | --------- | --------- | ---------------- | ---------------- |
| Kim Brennan | Damernas singelsculler    | 8:22,82 | 2 QF      | i.u.     | i.u.      | 7:26,86     | 1 SA/B      | 7:47,88   | 1 FA      | 7:21,54          | 1                |
| Genevieve Horton Sally Kehoe | Damernas dubbelsculler    | 7:17,34 | 2 SA/B    | i.u.     | i.u.      | i.u.        | i.u.        | 6:55,37   | 4 FB      | 7:42,30          | 9                |
| Jessica Hall Kerry Hore Jennifer Cleary Madeleine Edmunds                                                                                             | Damernas scullerfyra      | 6:37,43 | 2 R       | 6:28,60  | 5         | i.u.        | i.u.        | i.u.      | i.u.      | Gick inte vidare | Gick inte vidare |
| Fiona Albert Olympia Aldersey Molly Goodman Alexandra Hagan Jessica Morrison Lucy Stephan Charlotte Sutherland Meaghan Volker Sarah Banting (styrman) | Damernas åtta med styrman | 6:22,68 | 4 R       | 6:40,45  | 5         | i.u.        | i.u.        | i.u.      | i.u.      | Gick inte vidare | Gick inte vidare |

## Segling

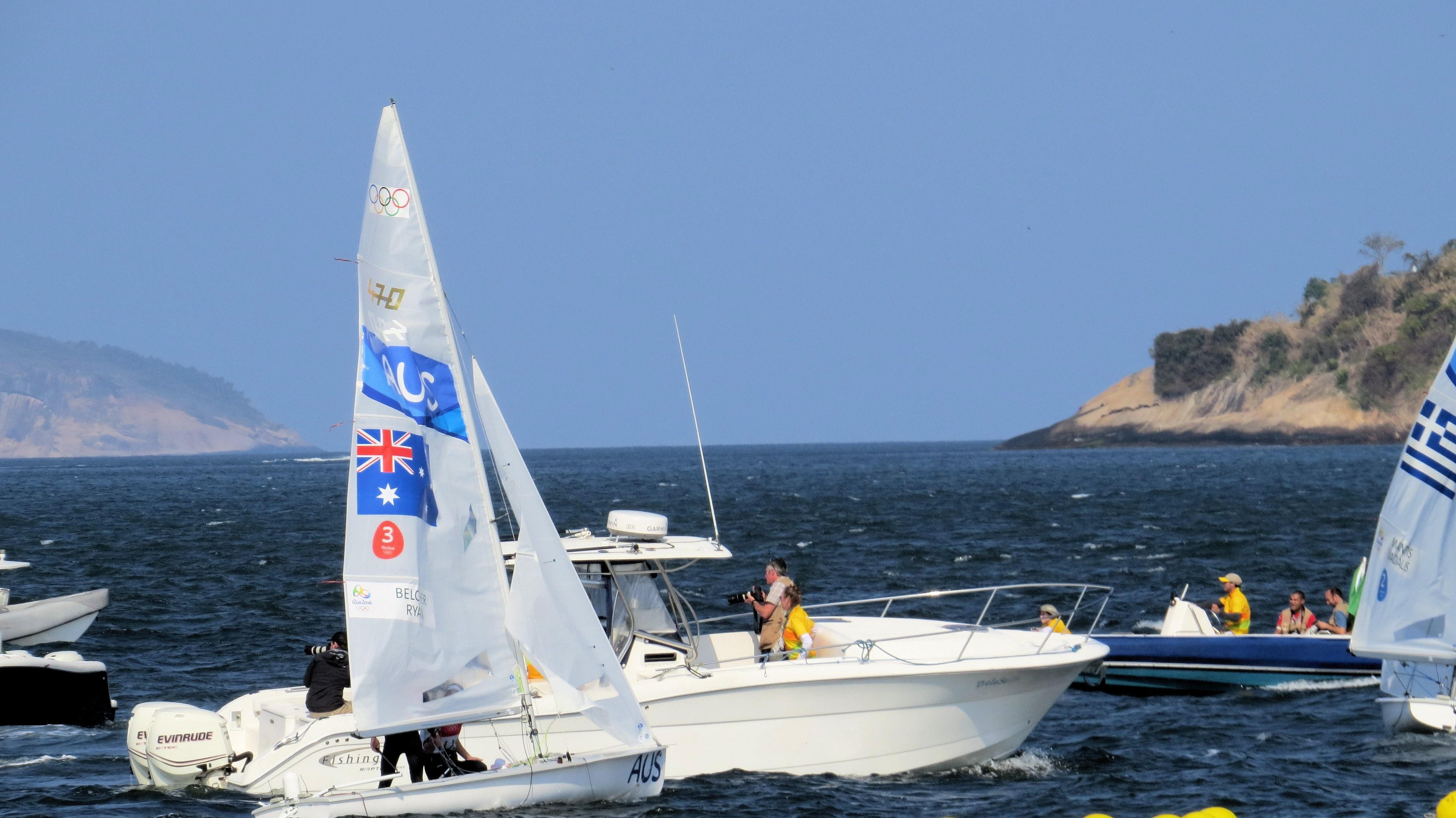
Belcher och Ryan i herrarnas 470.

Australien skickade sju besättningar till de olympiska seglingstävlingarna i Rio, av dessa tog sig sju till final och fyra tog medaljer.
Damer
| Seglare                 | Gren                  | Lopp | Lopp | Lopp | Lopp | Lopp | Lopp | Lopp | Lopp | Lopp | Lopp | Lopp | Nettopoäng | Finalplacering |
| Seglare                 | Gren                  | 1    | 2    | 3    | 4    | 5    | 6    | 7    | 8    | 9    | 10   | M*   | Nettopoäng | Finalplacering |
| ----------------------- | --------------------- | ---- | ---- | ---- | ---- | ---- | ---- | ---- | ---- | ---- | ---- | ---- | ---------- | -------------- |
| Ashley Stoddart         | Damernas laser radial | 8    | 6    | 16   | 28   | 11   | 11   | 23   | 11   | 7    | 8    | 6    | 107        | 9              |
| Jaime Ryan Carrie Smith | Damernas 470          | 16   | 8    | 11   | 17   | 7    | 6    | 14   | 15   | 17   | 12   | EL   | 106        | 15             |

Herrar
| Idrottare                     | Gren                | Lopp | Lopp | Lopp | Lopp | Lopp | Lopp | Lopp | Lopp | Lopp | Lopp | Lopp | Lopp | Lopp | Nettopoäng | Slutlig placering |
| Idrottare                     | Gren                | 1    | 2    | 3    | 4    | 5    | 6    | 7    | 8    | 9    | 10   | 11   | 12   | M*   | Nettopoäng | Slutlig placering |
| ----------------------------- | ------------------- | ---- | ---- | ---- | ---- | ---- | ---- | ---- | ---- | ---- | ---- | ---- | ---- | ---- | ---------- | ----------------- |
| Tom Burton                    | Herrarnas laser     | 17   | 8    | 2    | 10   | 9    | 14   | 7    | 2    | 11   | 4    | i.u. | i.u. | 6    | 73         | 1                 |
| Jake Lilley                   | Herrarnas finnjolle | 16   | UFD  | 8    | 6    | 6    | 4    | 3    | 5    | 23   | 16   | i.u. | i.u. | 10   | 97         | 8                 |
| Mathew Belcher William Ryan   | Herrarnas 470       | 8    | 1    | 3    | 3    | 2    | 8    | 10   | 7    | 1    | 7    | i.u. | i.u. | 18   | 58         | 2                 |
| Iain Jensen Nathan Outteridge | Herrarnas 49er      | 13   | 8    | 2    | 5    | 10   | 12   | 4    | 5    | 8    | 2    | 7    | 7    | 8    | 78         | 2                 |

Mixed
| Idrottare                      | Gren     | Lopp | Lopp | Lopp | Lopp | Lopp | Lopp | Lopp | Lopp | Lopp | Lopp | Lopp | Lopp | Lopp | Nettopoäng | Slutlig placering |
| Idrottare                      | Gren     | 1    | 2    | 3    | 4    | 5    | 6    | 7    | 8    | 9    | 10   | 11   | 12   | M*   | Nettopoäng | Slutlig placering |
| ------------------------------ | -------- | ---- | ---- | ---- | ---- | ---- | ---- | ---- | ---- | ---- | ---- | ---- | ---- | ---- | ---------- | ----------------- |
| Jason Waterhouse Lisa Darmanin | Nacra 17 | 6    | 7    | 4    | 1    | 1    | 5    | 15   | 11   | 11   | 1    | 12   | 17   | 4    | 78         | 2                 |

## Simhopp
Herrar
| Hoppare          | Semifinal      | Gren   | Gren      | Kval             | Kval             | Final            | Final            |
| Hoppare          | Semifinal      | Poäng  | Placering | Poäng            | Placering        | Poäng            | Placering        |
| ---------------- | -------------- | ------ | --------- | ---------------- | ---------------- | ---------------- | ---------------- |
| Kevin Chávez     | Herrarnas 3 m  | 356,55 | 26        | Gick inte vidare | Gick inte vidare | Gick inte vidare | Gick inte vidare |
| Grant Nel        | Herrarnas 3 m  | 395,05 | 16 Q      | 368,35           | 15               | Gick inte vidare | Gick inte vidare |
| Domonic Bedggood | Herrarnas 10 m | 413,85 | 17 Q      | 454,95           | 11 Q             | 403,80           | 12               |
| James Connor     | Herrarnas 10 m | 457,05 | 9 Q       | 419,10           | 15               | Gick inte vidare | Gick inte vidare |

Damer
| Hoppare                        | Gren                        | Kval   | Kval      | Semifinal | Semifinal | Final            | Final            |
| Hoppare                        | Gren                        | Poäng  | Placering | Poäng     | Placering | Poäng            | Placering        |
| ------------------------------ | --------------------------- | ------ | --------- | --------- | --------- | ---------------- | ---------------- |
| Maddison Keeney                | Damernas 3 m                | 323,35 | 8 Q       | 326,35    | 4 Q       | 349,65           | 5                |
| Esther Qin                     | Damernas 3 m                | 347,25 | 5 Q       | 315,65    | 10 Q      | 344,10           | 6                |
| Brittany O'Brien               | Damernas 10 m               | 290,30 | 17 Q      | 300,05    | 15        | Gick inte vidare | Gick inte vidare |
| Melissa Wu                     | Damernas 10 m               | 342,80 | 4 Q       | 346,00    | 4 Q       | 368,30           | 5                |
| Maddison Keeney Anabelle Smith | Damernas synkroniserade 3 m | i.u.   | i.u.      | i.u.      | i.u.      | 299,19           | 3                |

## Simning
| Idrottare                                                                  | Gren                 | Heat    | Heat      | Semifinal | Semifinal | Final      | Final     |
| Idrottare                                                                  | Gren                 | Tid     | Placering | Tid       | Placering | Tid        | Placering |
| -------------------------------------------------------------------------- | -------------------- | ------- | --------- | --------- | --------- | ---------- | --------- |
| Emma McKeon                                                                | 100 meter fjärilsim  | 57,33   | 9 K       | 56,81     | 2 K       | 57,05      | 7         |
| Madeline Groves                                                            | 100 meter fjärilsim  | 58,17   | 17        | Ej vidare | Ej vidare | Ej vidare  | Ej vidare |
| Keryn McMaster                                                             | 400 meter medley     | 4.37,33 | =10       | i.u.      | i.u.      | Ej vidare  | Ej vidare |
| Blair Evans                                                                | 400 meter medley     | 4.38,91 | 16        | i.u.      | i.u.      | Ej vidare  | Ej vidare |
| Emma McKeon Brittany Elmslie Bronte Campbell Cate Campbell Madison Wilson* | 4 × 100 meter frisim | 3.32,39 | 1 K       | i.u.      | i.u.      | 3.30,65 VR | 1         |

*Simmade endast i heaten
| Idrottare            | Gren               | Heat    | Heat      | Semifinal | Semifinal | Final     | Final     |
| Idrottare            | Gren               | Tid     | Placering | Tid       | Placering | Tid       | Placering |
| -------------------- | ------------------ | ------- | --------- | --------- | --------- | --------- | --------- |
| Thomas Fraser-Holmes | 400 meter medley   | 4.12,51 | 6 K       | i.u.      | i.u.      | 4.11,90   | 6         |
| Travis Mahoney       | 400 meter medley   | 4.13,37 | 7 K       | i.u.      | i.u.      | 4.15,48   | 7         |
| Mack Horton          | 400 meter frisim   | 3.43,84 | 2 K       | i.u.      | i.u.      | 3.41,55   | 1         |
| David McKeon         | 400 meter frisim   | 3.44,68 | 5 K       | i.u.      | i.u.      | 3.45,28   | 7         |
| Jake Packard         | 100 meter bröstsim | 59,26   | 6 K       | 59,48     | 9         | Ej vidare | Ej vidare |
| Joshua Palmer        | 100 meter bröstsim | 1.01,13 | =30       | Ej vidare | Ej vidare | Ej vidare | Ej vidare |

K = Vidarekvalificerad; NR = nationsrekord; OR = olympiskt rekord; VR = världsrekord

## Taekwondo
| Idrottare       | Gren             | Åttondelsfinaler      | Kvartsfinaler        | Semifinaer           | Återkval             | Final                | Final            |
| Idrottare       | Gren             | Motståndare Resultat  | Motståndare Resultat | Motståndare Resultat | Motståndare Resultat | Motståndare Resultat | Placering        |
| --------------- | ---------------- | --------------------- | -------------------- | -------------------- | -------------------- | -------------------- | ---------------- |
| Safwan Khalil   | Herrarnas −58 kg | Ketbi (BEL) W 8–1     | Hanprab (THA) L 9–11 | Gick inte vidare     | Kim T-h (KOR) L 1–4  | Gick inte vidare     | 7                |
| Hayder Shkara   | Herrarnas −80 kg | Muhammad (GBR) L 0–14 | Gick inte vidare     | Gick inte vidare     | Gick inte vidare     | Gick inte vidare     | Gick inte vidare |
| Caroline Marton | Damernas −57 kg  | Glasnović (SWE) L 0–4 | Gick inte vidare     | Gick inte vidare     | Gick inte vidare     | Gick inte vidare     | Gick inte vidare |
| Carmen Marton   | Damernas −67 kg  | Tatar (TUR) L 1–11    | Gick inte vidare     | Gick inte vidare     | Gick inte vidare     | Gick inte vidare     | Gick inte vidare |

## Tennis
Herrar
| Spelare                   | Gren       | Omgång 1                         | Omgång 2                              | Åttondelsfinaler  | Kvartsfinaler     | Semifinaler       | Final / BM        | Final / BM       |
| Spelare                   | Gren       | Motståndare Poäng                | Motståndare Poäng                     | Motståndare Poäng | Motståndare Poäng | Motståndare Poäng | Motståndare Poäng | Placering        |
| ------------------------- | ---------- | -------------------------------- | ------------------------------------- | ----------------- | ----------------- | ----------------- | ----------------- | ---------------- |
| Sam Groth                 | Herrsingel | Goffin (BEL) L 4–6, 2–6          | Gick inte vidare                      | Gick inte vidare  | Gick inte vidare  | Gick inte vidare  | Gick inte vidare  | Gick inte vidare |
| Thanasi Kokkinakis        | Herrsingel | Elias (POR) L 6–7(4–7), 6–7(3–7) | Gick inte vidare                      | Gick inte vidare  | Gick inte vidare  | Gick inte vidare  | Gick inte vidare  | Gick inte vidare |
| John Millman              | Herrsingel | Berankis (LTU) W 6–0, 6–0        | Nishikori (JPN) L 6–7(4–7), 4–6       | Gick inte vidare  | Gick inte vidare  | Gick inte vidare  | Gick inte vidare  | Gick inte vidare |
| Jordan Thompson           | Herrsingel | Edmund (GBR) L 4–6, 2–6          | Gick inte vidare                      | Gick inte vidare  | Gick inte vidare  | Gick inte vidare  | Gick inte vidare  | Gick inte vidare |
| Chris Guccione John Peers | Herrdubbel | i.u.                             | del Potro / González (ARG) L 4–6, 5–7 | Gick inte vidare  | Gick inte vidare  | Gick inte vidare  | Gick inte vidare  | Gick inte vidare |

Damer
| Spelare                             | Gren      | Omgång 1                        | Omgång 2                                  | Åttondelsfinaler        | Kvartsfinaler     | Semifinaler       | Final / BM        | Final / BM       |
| Spelare                             | Gren      | Motståndare Poäng               | Motståndare Poäng                         | Motståndare Poäng       | Motståndare Poäng | Motståndare Poäng | Motståndare Poäng | Placering        |
| ----------------------------------- | --------- | ------------------------------- | ----------------------------------------- | ----------------------- | ----------------- | ----------------- | ----------------- | ---------------- |
| Daria Gavrilova                     | Damsingel | S Williams (USA) L 4–6, 2–6     | Gick inte vidare                          | Gick inte vidare        | Gick inte vidare  | Gick inte vidare  | Gick inte vidare  | Gick inte vidare |
| Samantha Stosur                     | Damsingel | Ostapenko (LAT) W 1–6, 6–3, 6–2 | Doi (JPN) W 6–3, 6–4                      | Kerber (GER) L 0–6, 5–7 | Gick inte vidare  | Gick inte vidare  | Gick inte vidare  | Gick inte vidare |
| Daria Gavrilova Samantha Stosur     | Damdubbel | i.u.                            | Bacsinszky / Hingis (SUI) L 4–6, 6–4, 2–6 | Gick inte vidare        | Gick inte vidare  | Gick inte vidare  | Gick inte vidare  | Gick inte vidare |
| Anastasia Rodionova Arina Rodionova | Damdubbel | i.u.                            | Makarova / Vesnina (RUS) L 1–6, 2–6       | Gick inte vidare        | Gick inte vidare  | Gick inte vidare  | Gick inte vidare  | Gick inte vidare |

Mixed
| Spelare                    | Gren        | Åttondelsfinaler                 | Kvartsfinaler     | Semifinaler       | Final / BM        | Final / BM       |
| Spelare                    | Gren        | Motståndare Poäng                | Motståndare Poäng | Motståndare Poäng | Motståndare Poäng | Placering        |
| -------------------------- | ----------- | -------------------------------- | ----------------- | ----------------- | ----------------- | ---------------- |
| Samantha Stosur John Peers | Mixeddubbel | Mirza / Bopanna (IND) L 5–7, 4–6 | Gick inte vidare  | Gick inte vidare  | Gick inte vidare  | Gick inte vidare |

## Triathlon
| Idrottare       | Gren                | Simning (1,5 km) | Trans 1 | Cykling (40 km) | Trans 2 | Löpning (10 km) | Totaltid | Placering |
| --------------- | ------------------- | ---------------- | ------- | --------------- | ------- | --------------- | -------- | --------- |
| Ryan Bailie     | Herrarnas triathlon | 17:31            | 0:49    | 56:11           | 0:38    | 31:53           | 1:47:02  | 10        |
| Ryan Fisher     | Herrarnas triathlon | 18:01            | 0:48    | 55:42           | 0:38    | 33:25           | 1:48:34  | 24        |
| Aaron Royle     | Herrarnas triathlon | 17:26            | 0:48    | 55:05           | 0:36    | 32:47           | 1:46:42  | 9         |
| Erin Densham    | Damernas triathlon  | 19:10            | 0:54    | 1:01:26         | 0:39    | 37:18           | 1:59:27  | 12        |
| Ashleigh Gentle | Damernas triathlon  | 19:49            | 0:57    | 1:03:59         | 0:41    | 36:18           | 2:01:44  | 26        |
| Emma Moffatt    | Damernas triathlon  | 19:07            | 0:58    | 1:01:24         | 0:37    | 35:49           | 1:57:55  | 6         |